# Oreopanax fontqueranus
Oreopanax fontqueranus là một loài thực vật có hoa trong Họ Cuồng cuồng. Loài này được Cuatrec. mô tả khoa học đầu tiên năm 1968.